# 鵜飼弥三郎
鵜飼 弥三郎（うがい やさぶろう、生年不詳 - 1932年〈昭和7年〉11月25日）は、明治・大正時代に活躍した日本の水泳選手。日本でクロール泳法を取り入れた最初の選手とされ、初の競泳日本代表選手に選ばれた。

## 経歴
神奈川県横浜市本牧出身:406。父は船頭であったという:406。横浜の野毛で水府流太田派の師範が開いていた「忠泳館」の水泳教室に学び:405、のちには教える側に回った:406。
1911年、時事新報社主催の速力検定水泳大会で200ヤード自由形優勝を果たした。
1913年の第1回極東選手権競技大会に刺激を受けた競泳界は、翌1914年に第1回全日本選手権大会を開催した。当時すでに日本を代表する選手だった鵜飼はオーストラリアンクロールを用いて、100m自由形・800m自由形・400mフリーリレーで3冠を達成し、特に100mでは9年間破られない日本新記録を樹立した。当時の新聞記事には、鵜飼弥三郎は萩原誠一郎とともに「クロール」で泳いだとある。
高石勝男は『水泳日本』において「日本にクロールの輸入されたのは大正2、3年ごろと見られ、初めてこれを試みた人に鵜飼弥三郎氏が挙げられよう」と叙述している。
高石は鵜飼が「クロールらしいものをはじめた最初の日本人だと思える」「外人がクロールを泳いでいるのを見て、これを取り入れたといふ話である」と記しているが、高石によれば当時は「クロールという新泳法があるそうだが、足をバタバタさせる泳ぎだそうだぐらいの程度の理解しかなかった」という。松沢一鶴は「水府流太田派では、すでに小継ぎ足小抜手、通称バタ足小抜手という泳ぎを持っていたので、鵜飼弥三郎の場合も実はこれであった」としている。本格的なクロールの普及はアントワープオリンピックに出場した斎藤兼吉・内田正練が帰国して以後とされるが、チャールズ・ダニエルズの著書『競泳法』によって紹介されたクロールが実際に試みられ、日本に定着していく過程の中で、鵜飼は先駆的な役割を果たしたと言える。
1915年、第2回極東選手権競技大会（上海）で鵜飼は唯一の競泳日本代表選手として派遣された。この大会で鵜飼は50ヤード自由形・100ヤード自由形・440ヤード自由形・1マイル自由形で4冠を達成し、日本競泳界の存在感を示した。横浜から国際競技大会に出場した水泳選手の草分けとされる:406
同年8月の第2回全日本選手権大会では100m自由形・400m自由形で2冠を達成した。
1916年、第3回全日本選手権大会において50ヤード自由形3位・220ヤード自由形3位と好成績を残したが、内田正練・斎藤兼吉ら若手におよばなかった。
1917年、第3回極東選手権競技大会で50ヤード自由形2位・220ヤード自由形3位・200ヤードフリーリレー優勝を果たす。
1918年、第4回全日本選手権大会で50m自由形3位に入る。この年以降、大きな大会で結果を残すことはなく、1921年には引退した。
『国民水泳教範』（1939年）によれば、「昭和七年十一月廿五日卒然として逝去」とされており、
『横浜中区史』（1985年）によれば、「32、3歳で弥生町あたりで亡くなった」という:406。